# 布里特鎮區 (愛荷華州漢考克縣)
布里特鎮區（英語：Britt Township）是位於美國愛荷華州漢考克縣的一個行政鎮區。

## 地方資料
根據2010年美國人口普查的數據，布里特鎮區的面積為91.79平方千米，當中陸地面積為90.94平方千米，而水域面積為0.85平方千米。當地共有人口2293人，而人口密度為每平方千米24.98人。